# Salvador Sánchez (astronome)
Pour le boxeur, voir Salvador Sánchez.
Salvador Sánchez est un astronome espagnol.

## Biographie
Il est directeur de l'Observatoire astronomique de Majorque.
Le Centre des planètes mineures le crédite de la découverte de trois astéroïdes, effectuée entre 2000 et 2001, dont une avec la collaboration de Manolo Blasco.
L'astéroïde (23318) Salvadorsanchez lui est dédié.
| (72804) Caldentey | 11 avril 2001 |